# Motus !
Pour les articles homonymes, voir Motus.
Motus ! est le deuxième roman policier de John Amila paru dans la collection Série noire avec le numéro 170 en 1953.

## Résumé
André Lenoir, ancien sergent revenu d’Indochine, travaille comme éclusier. Un soir, on retrouve dans l’écluse le cadavre du capitaine de la péniche L’Hématite, tué par balle. La gendarmerie enquête et soupçonne le père Coutre, chef éclusier, et son fils. Alors qu’il se promène non loin de L’Hématite, André Lenoir rencontre un constructeur naval accompagné d’un militaire.  Peu de temps après, il est assommé. Ayant peur d’être victime d’une machination, il se cache sans informer la gendarmerie de son agression. Pendant ce temps, la péniche est coulée dans la zone militaire. Le père Coutre est arrêté. Les éclusiers et les mariniers se mettent en grève…

## Éditions
Le roman est publié dans la Série noire et réédité, mais signé Jean Amila, dans la collection Carré noir avec le numéro 177 en 1974.

## Autour du livre
Claude Mesplède remarque dans Les Années Série Noire que le roman est publié en août 1953 au moment où une grève générale des transports à l’appel de la CGT paralysait l’ensemble des transports y compris les écluses.
Dans son étude, L’Homme rouge du roman noir publié dans Polar revue trimestrielle no 16, Jean-Pierre Deloux s’interroge sur le fait que Motus ! est « un hommage indirect au magnifique film  L'Atalante du cinéaste anarchiste Jean Vigo ».

## Sources
- Polar revue trimestrielle no 16, octobre 1995
- Claude Mesplède, Les Années Série Noire vol.1 (1945-1959), page 122-123, Encrage « Travaux » no 13, 1992
- Meckert devient Amila : John Amila